# Мо, Томми
Томас Свен (Томми) Мо (англ. Thomas Sven "Tommy" Moe, род. 17 февраля 1970 года, Мизула, Монтана, США) — американский горнолыжник, олимпийский чемпион 1994 года, победитель одного этапа Кубка мира. Специализировался в скоростных дисциплинах. Муж горнолыжницы Меган Гэрети.
В Кубке мира Мо дебютировал 17 марта 1990 года, в марте 1994 года одержал свою единственную в карьере победу этапе Кубка мира, в супергиганте. Кроме этого имеет на своём счету 6 попаданий в тройку лучших на этапах Кубка мира, 4 в скоростном спуске и 2 в супергиганте. Лучшим достижением в общем зачёте Кубка мира, является для Мо 8-е место в сезоне 1993/94, на следующий год он получил травму колена, и больше не показывал высоких результатов.
На Олимпийских играх 1992 года в Альбервиле был 20-м в скоростном спуске, 28-м в супергиганте и 18-м в комбинации.
На Олимпийских играх 1994 года в Лиллехаммере завоевал две медали, стал чемпионом в скоростном спуске и серебряным призёром в супергиганте, кроме того занял 5-е место в комбинации. Серебро в супергиганте завоевал в день своего 24-летия.
На Олимпийских играх 1998 года в Нагано был 12-м в скоростном спуске и 8-м в супергиганте.
За свою карьеру участвовал в трёх чемпионатах мира, лучший результат 5-е место в скоростном спуске на чемпионате мира 1993 года.
Использовал лыжи производства фирмы Dynastar. Завершил спортивную карьеру в 1998 году, в 2003 году стал членом Зала славы лыжного спорта США. В настоящее время является совладельцем горнолыжного курорта на Аляске.

## Зимние Олимпийские игры
| Олимпийские игры | Скоростной спуск | Супергигант | Гигантский слалом | Слалом | Комбинация |
| ---------------- | ---------------- | ----------- | ----------------- | ------ | ---------- |
| 1992 Альбервиль  | 20               | 28          | —                 | —      | 18         |
| 1994 Лиллехаммер | 1                | 2           | —                 | —      | 5          |
| 1998 Нагано      | 12               | 8           | —                 | —      | DNS        |

## Победы на этапах Кубка мира (1)
| № | Сезон   | Дата          | Место   | Дисциплина  |
| - | ------- | ------------- | ------- | ----------- |
| 1 | 1993/94 | 13 марта 1994 | Уистлер | Супергигант |